# Damparis
Damparis település Franciaországban, Jura megyében. Lakosainak száma 2590 fő (2022. január 1.). Damparis Samerey, Abergement-la-Ronce, Champvans, Choisey, Foucherans, Gevry és Tavaux községekkel határos.

## Népesség
A település népességének változása:
| Lakosok száma | 3140 | 2680 | 2704 | 2871 | 2746 | 2722 | 2694 | 2629 | 2621 | 2590 |
|               | 1968 | 1982 | 1990 | 2006 | 2013 | 2015 | 2017 | 2019 | 2020 | 2022 |